# Манастирица (област Търговище)
Ма̀настирица е село в Североизточна България, община Попово, област Търговище.

## География
Селото се намира на около 20 km югозападно от град Попово, на 200 – 300 m надморска височина в живописна хълмиста местност над река Голяма река (Буюк дере). Землището му граничи с тези на селата Горица, Бракница, Любенци, Мирово и Асеново.
Образувано е от следните махали: Груйовската махала, Драгановската махала и Райковската махала.

## Кратка историческа справка
Селото се казвало Мансър (Мансър кьой) и било основано от турци, дошли от някакъв остров в Анадола. Името му се превеждало като „заградено място“. Недалеч от днешното село в миналото е имало и друго турско село Коджа бунар (Голям извор), жителите на които се изселили в Турция през 1884 г.
Село Мансър било разположено на главния път, който водел от Тракия през прохода Хаинбоаз за големите търговски (панаирджийски) центрове на север от Стара планина – Ески Джумая (дн. Търговище) и Тюрк Смил (дн. Нова Черна), Тутраканско. Най-вероятно жителите му турци били отначало дервентджии, охраняващи близкия път Боаза, но по-късно по време на анархията в Османската империя се превърнали в разбойници, обиращи пътуващите по този път. Според преданията много хора били погубени от жителите на село Мансър по пътя, заобиколен с усойни гори. През 1897 г. тази усойна гора била изсечена, за да се прокара железопътната линия.
До Освобождението жителите на селото били изцяло турскоезични. Първите нови заселници – българи идват в селото през 1883 г. от Тракия: село Чанакчии (дн. Долно Паничарево), Новозагорско и др. По това време турското население почти напълно се било изселило в Турция и били останали само 7 – 8 къщи жители. През 1887 г. в селото вече живеели 111 българи и 5 турци. Около 1885 г. в селото се заселват и балканджии – от Миховци, Тревненско, Радневци и Хвърльовци, Еленско. През 1900 г. в селото се заселват и 28 цигани.
Имало предложение побългареното вече село Мансър да бъде преименувано на Брегово, но жителите му решили да се нарича Манастирица, въз основа на старо предание, според което в близост до селото имало в далечното минало голям християнски манастир.
На 9 април 1898 г. то официално получава новото си име – Мънастирица, но постепенно започва да се нарича Манастирца, име добило гражданственост и до днес.
Имотите на изселените турци след Освобождението били изкупени на безценица от находчиви прекупвачи като Д. А. Буров, известен богаташ от Горна Оряховица, от който род е и Атанас Буров. Новият собственик ги препродавал на новодошлите заселници балканджии с добра печалба за сметка на задлъжняването на новоселците.
Селото било бедно и нямало сериозен поминък за всички и по-голямата част от мъжкото население ходело на гурбет в Румъния, Унгария, Австрия и Русия, където работели като градинари, а балканджиите били известни строители и се препитавали с този занаят.
С училище селото се сдобива през 1904 г., а в края на 1925 г. жителите му изграждат изцяло каменен църковен храм „Св. преподобна Параскева“.
Селото е имало и своя керамична фабрика за строителна керамика с марката „Фаянс“. Катастрофалното „стражишко“ земетресение от 7 декември 1986 г., в епицентъра на който се намира и това село, направо го съсипва. Имало е дори идея то да бъде закрито, а жителите му разселени в други селища.
Църковният храм, макар и много силно пострадал, оцелява и през 2006 г. започва да се сбъдва мечтата на жителите на селото – неговото възстановяване. Църквата е разглобена, описана камък по камък и съборена за да се изгради отново в най-стария си оригинален вид през 2009 г. Повторното осветяване на църковния храм е извършено на 20 май 2010 г. от русенския митрополит Неофит.
Старите селски родове били: тракийци – Добревите, Дочовите, Петровите, Стояновите, Чанакчиите и балканджии – груйовци, Ивановите, Михайловите, Недьовите, Пейковци, Радневци, Събковите, Туневци, Христовите и др.
Днес селото по броя на жителите му е едно от най-малките в Поповска община, спокойно, чисто, красиво и живописно, разположено в близост до река Голяма река.

## Религии
- Християнска (източноправославна);

## Обществени институции
- Кметско наместничество;
- Църква.

## Културни и природни забележителности
- В землището на селото има регистрирана една праисторическа селищна могила и една надгробна;
- Църковен православен храм Св. Параскева от 1926 г.; Построен отново през 2006 – 2009 г.
- Етнографска музейна сбирка, подредена в къщата на Виолета Чанакчиева в селото;
- В селото все още има запазени старинни къщи с интересна архитектура;

## Редовни събития
Няма.